# Macrogryllus
Macrogryllus is een geslacht van rechtvleugeligen uit de familie krekels (Gryllidae). De wetenschappelijke naam van dit geslacht is voor het eerst geldig gepubliceerd in 1877 door Saussure.

## Soorten
Het geslacht Macrogryllus omvat de volgende soorten:
- Macrogryllus bicolor Chopard, 1930
- Macrogryllus capitatus Chopard, 1954
- Macrogryllus consocius Walker, 1869
- Macrogryllus ephippium Saussure, 1877